# Trzebnica (gmina)

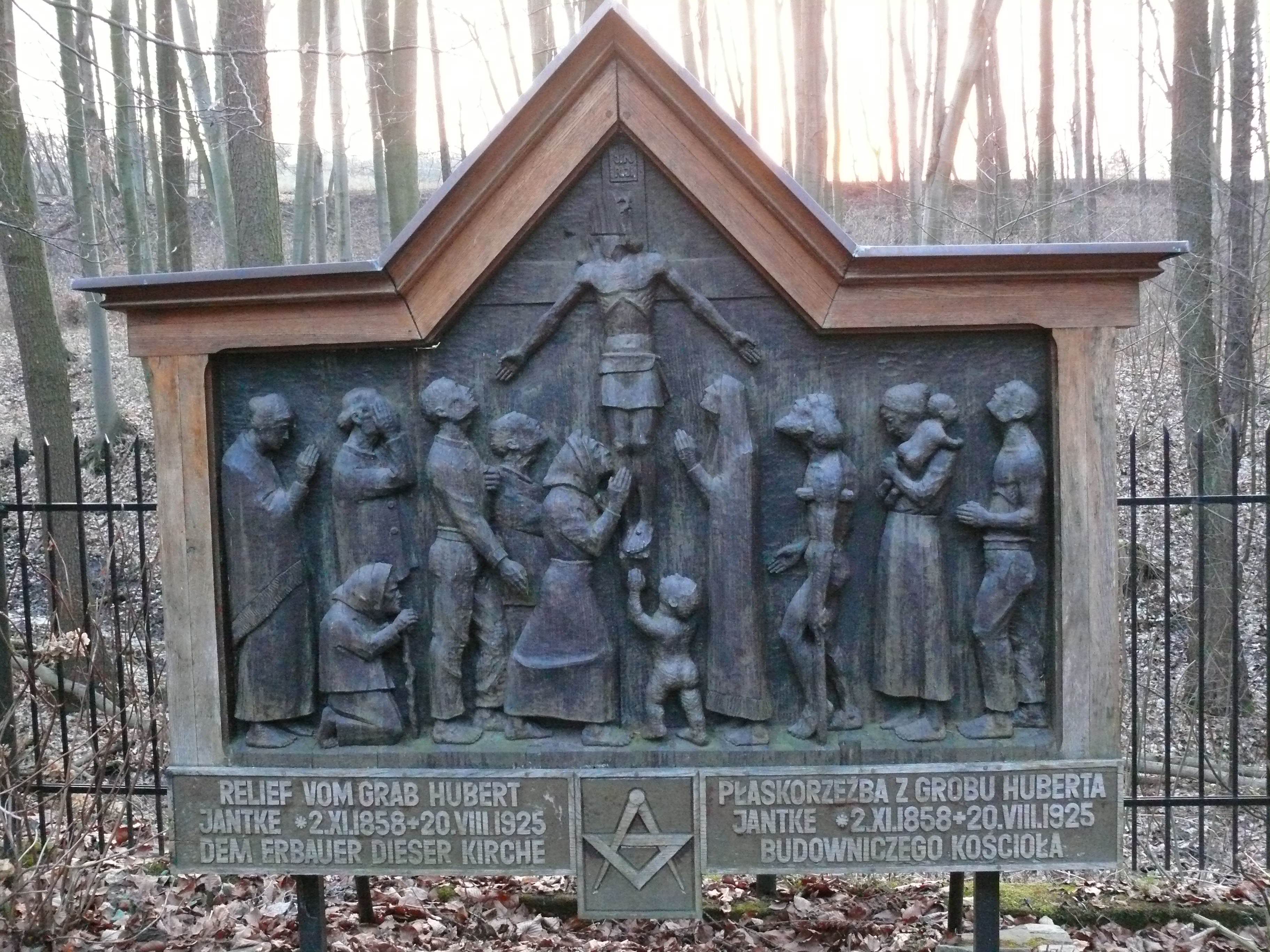
Płaskorzeźba z grobu Huberta Jantke. Lasek Bukowy przed kościołem 14 Wspomożycieli.

Trzebnica – gmina miejsko-wiejska w województwie dolnośląskim, w powiecie trzebnickim. W latach 1975–1998 gmina położona była w województwie wrocławskim.
Siedziba gminy to Trzebnica.
Według danych z 29 marca 2018 gminę zamieszkiwało 23 301 osób.

## Struktura powierzchni
Według danych z roku 2002 gmina Trzebnica ma obszar 200,19 km², w tym:
- użytki rolne: 76%
- użytki leśne: 13%

Gmina stanowi 19,52% powierzchni powiatu.

## Demografia

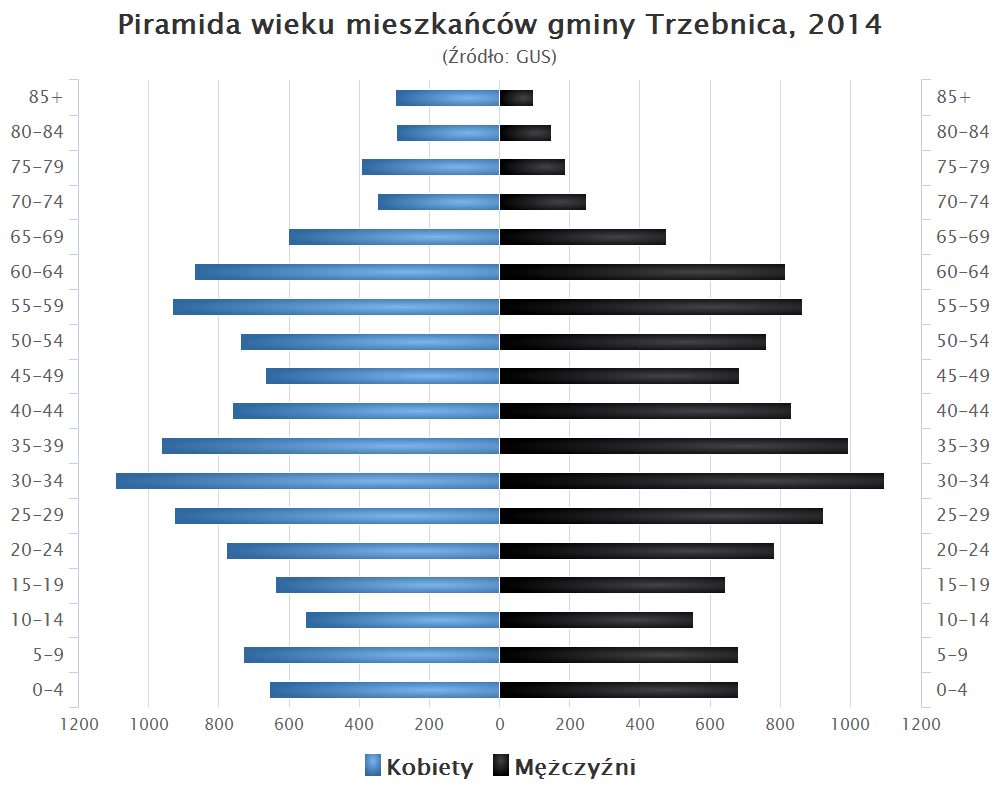
Piramida wieku mieszkańców gminy Trzebnica w 2014 roku

Dane z 30 czerwca 2004:
| Opis                              | Ogółem | Ogółem | Kobiety | Kobiety | Mężczyźni | Mężczyźni |
| --------------------------------- | ------ | ------ | ------- | ------- | --------- | --------- |
| jednostka                         | osób   | %      | osób    | %       | osób      | %         |
| populacja                         | 21 768 | 100    | 11 236  | 51,6    | 10 532    | 48,4      |
| gęstość zaludnienia (mieszk./km²) | 108,7  | 108,7  | 56,1    | 56,1    | 52,6      | 52,6      |

## Ochrona przyrody
Na obszarze gminy znajduje się rezerwat przyrody Las Bukowy w Skarszynie chroniący fragment naturalnego lasu bukowego.

## Sołectwa
Będkowo, Biedaszków Mały, Biedaszków Wielki, Boleścin, Brochocin, Brzezie, Brzyków, Cerekwica, Domanowice, Droszów, Głuchów Górny, Jaszyce, Jaźwiny, Kobylice, Koczurki, Komorowo, Komorówko, Koniowo, Księginice, Kuźniczysko, Ligota, Malczów, Małuszyn, Marcinowo, Masłowiec, Masłów-Nowy Dwór, Piersno, Raszów, Rzepotowice, Skarszyn, Skoroszów, Sulisławice, Szczytkowice, Świątniki, Taczów Mały, Taczów Wielki, Ujeździec Mały, Ujeździec Wielki, Węgrzynów.
Miejscowości niesołeckie: Blizocin, Bukowiec, Janiszów, Kanice, Koniówko, Trzy Chałupy.

## Sąsiednie gminy
Długołęka, Milicz, Oborniki Śląskie, Prusice, Wisznia Mała, Zawonia, Żmigród